# ناحیه کالوچا
ناحیهٔ کالوچا (به مجاری: Kalocsai járás) یک ناحیه در مجارستان است که در باچ-کیش‌کون واقع شده‌است. ناحیهٔ کالوچا ۱٬۰۶۲٫۲۷ کیلومتر مربع مساحت و ۵۲٬۴۷۹ نفر جمعیت دارد.